# Shigeo Hatakeyama
Shigeo Hatakeyama (* 9. März 1977) ist ein ehemaliger japanischer Leichtathlet, der sich auf den Diskuswurf spezialisiert hat.

## Sportliche Laufbahn
Erste internationale Erfahrungen sammelte Shigeo Hatakeyama im Jahr 1998, als er bei den Asienmeisterschaften in Osaka mit einer Weite von 51,13 m den siebten Platz belegte. Zwei Jahre später erreichte er bei den Asienmeisterschaften in Jakarta mit 48,45 m Rang zwölf. Im Jahr darauf startete er bei den Ostasienspielen in Osaka und wurde dort mit 53,02 m Vierter. 2002 nahm er dann an den Asienspielen in Busan teil und klassierte sich dort mit 52,69 m auf dem neunten Platz. Im Folgejahr erreichte er bei den Asienmeisterschaften in Manila mit 55,39 m Rang sieben und 2005 belegte er bei den Asienmeisterschaften in Incheon mit 54,93 m den siebten Platz, ehe er bei den Ostasienspielen in Macau mit 53,64 m auf den vierten Platz gelangte. 2007 wurde er bei den Asienmeisterschaften in Amman mit 56,16 m Sechster und schied anschließend bei den Weltmeisterschaften in Osaka mit 55,71 m in der Qualifikation aus. 2009 belegte er bei den Asienmeisterschaften in Guangzhou mit 55,73 m den sechsten Platz und im Jahr darauf wurde er bei den Asienspielen ebendort mit 56,89 m Fünfter. Bei den Leichtathletik-Asienmeisterschaften 2011 in Kōbe erreichte er mit 54,11 m Rang sechs und 2016 beendete er in Kitakami seine aktive sportliche Karriere im Alter von 41 Jahren.
In den Jahren 1997, von 2000 bis 2005 sowie 2007, 2010 und 2013 wurde Hatakeyama japanischer Meister im Diskuswurf.